# Ville-en-Tardenois
Ville-en-Tardenois è un comune francese di 581 abitanti situato nel dipartimento della Marna nella regione del Grand Est.

## Società

### Evoluzione demografica
Abitanti censiti